# Hochtannbergpass

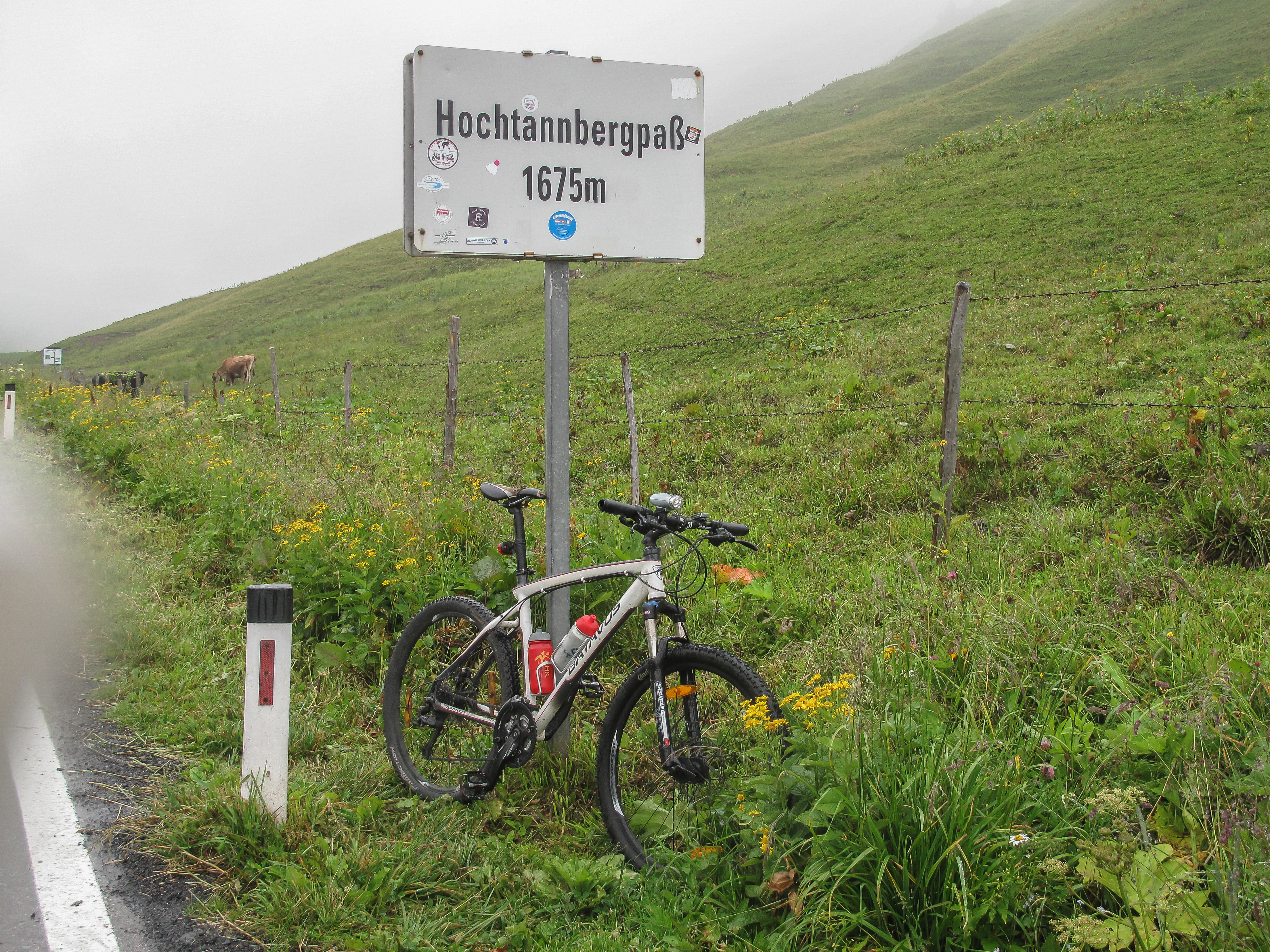
Schild "Hochtannbergpaß 1675 m" an der Passstraße (2014)

Der Hochtannbergpass ist ein Gebirgspass in Vorarlberg, der die Allgäuer Alpen vom Lechquellengebirge trennt. Er verbindet das Hochtannberggebiet und das gesamte Lechtal bei Warth mit dem Tal der Bregenzer Ach bei Schoppernau und ist Teil der Europäischen Hauptwasserscheide. Der tiefste Punkt der Wasserscheide weist eine Höhe von 1660 m auf. Über den Hochtannbergpass verläuft die Bregenzerwaldstraße L 200, die eine Höhe von 1676 m erreicht. Eine Sicherheitssperre besteht kurzfristig im Winter bei entsprechender Wetter- bzw. Schneelage. In der flachen Passlandschaft liegt der Kalbelesee und etwas südwestlich davon der Körbersee.

## Geschichte
Über dem Hochtannbergpass, der vielfach auch als Hochkrumbachsattel bezeichnet wird, führte bereits im 15./16. Jahrhundert ein Saumweg, der in damaligen Urkunden sogar als „Landstraße“ bezeichnet wurde. Der seinerzeit bestenfalls bereitbare Saumweg fand lange Zeit nur wenig Beachtung und wurde erst sehr spät modern ausgebaut. Begangen wurde er vor allem von Walsern, die über ihn ins Lechtal bzw. ins Kleine Walsertal wollten. Um letzteres zu erreichen, musste aber noch der Gemstelpass (1971 m) überschritten werden, noch heute führt über diesen ein Bergpfad. Schon im späten Mittelalter wurde in Passnähe eine Kapelle und ein Wirtshaus errichtet, der Kern der heutigen Siedlung Hochkrumbach.
Der nur 1676 m hohe Pass ist erst seit 1954 mit einer Straße erschlossen, davor endete die befahrbare Straße in Schröcken. Mit einigen Unterbrechungen wurde 25 Jahre an der Straße gebaut. Parallel zur und südlich der heutigen Passstraße führt vom Scheitelpunkt ostwärts (ins Lechtal) die „Alte Salzstrasse“ nach Warth, ein Saumweg, der heute als Wanderweg genutzt werden kann. Nördlich der Passstraße führt ein weiterer Wanderweg über Warth hinaus Richtung Gehren.
Die alte Westrampe im Abschnitt Schröcken-Neßlegg mit ihren ehemals extrem engen Kehren und den unmittelbar daran anschließenden starken Steigungen wurde später durch eine drei Kilometer lange, völlig neu trassierte Strecke ersetzt und wintersicher gemacht. In diesem Bereich wurden acht Brücken mit einer Gesamtlänge von 715 Meter und zwei Tunnel mit mehreren hundert Metern Länge errichtet.